# Tercera base

La posición del tercera base.

En béisbol, tercera base puede referirse tanto a la ubicación de la tercera esquina del campo de béisbol en la diagonal izquierda del mismo (abreviada 3B) o al jugador que defiende esta posición. En las anotaciones oficiales las jugadas del tercera base reciben el número 5.
Usualmente el jugador que defiende la tercera base es el que está más cercano al bateador de turno en el infield, por lo que se le conoce como antesalista. La tercera base tiene que esperar que la pelota del bateador venga. Si este la agarra tiene que enviarla a home, a primera base o a tercera, eliminando al corredor del otro equipo.

## Jugadores de tercera base en elSalón de la Fama
- Frank Baker
- Wade Boggs
- George Brett
- Jimmy Collins
- Ray Dandridge (Ligas Negras)
- Judy Johnson (Ligas Negras)
- Chipper Jones
- George Kell
- Freddie Lindstrom
- Eddie Mathews
- Paul Molitor
- Brooks Robinson
- Ron Santo
- Mike Schmidt
- Pie Traynor
- Deacon White
- Jud Wilson (Ligas Negras)

## Ganadores de múltiples premios Guante de Oro en la tercera base
- Brooks Robinson - 16
- Mike Schmidt - 10
- Scott Rolen - 8
- Nolan Arenado - 7
- Eric Chavez - 6
- Robin Ventura - 6
- Buddy Bell - 6
- Adrián Beltré  - 5
- Ken Boyer - 5
- Doug Rader - 5
- Ron Santo - 5
- Gary Gaetti - 4
- Matt Williams - 4

- Datos: Q1368170
- Multimedia: Third basemen / Q1368170